# Mikulovice (Třebíči járás)
Mikulovice település Csehországban, a Třebíči járásban. Mikulovice Kojetice, Výčapy, Třebíč, Mastník és Horní Újezd településekkel határos. Lakosainak száma 211 fő (2024. január 1.).

## Népesség
A település lakosságának változását az alábbi diagram mutatja:
| Lakosok száma | 255  | 298  | 372  | 286  | 252  | 218  | 220  | 228  | 224  | 211  |
|               | 1869 | 1890 | 1921 | 1950 | 1980 | 2001 | 2017 | 2019 | 2022 | 2024 |